# Abbaye de Mogila
L'abbaye de Mogila (en polonais « Opactwo Cystersów w Mogile », en latin « Abbatia Clara Tumba » est une abbaye cistercienne d'hommes en activité. Fondée en 1222 par les moines de Lubiąż, elle est ruinée par la guerre de Trente Ans, puis reconstruite. Fermée au XIXe siècle, elle rouvre en 1925 et devient l'abbaye-mère des abbayes cisterciennes polonaises actives.

## Localisation

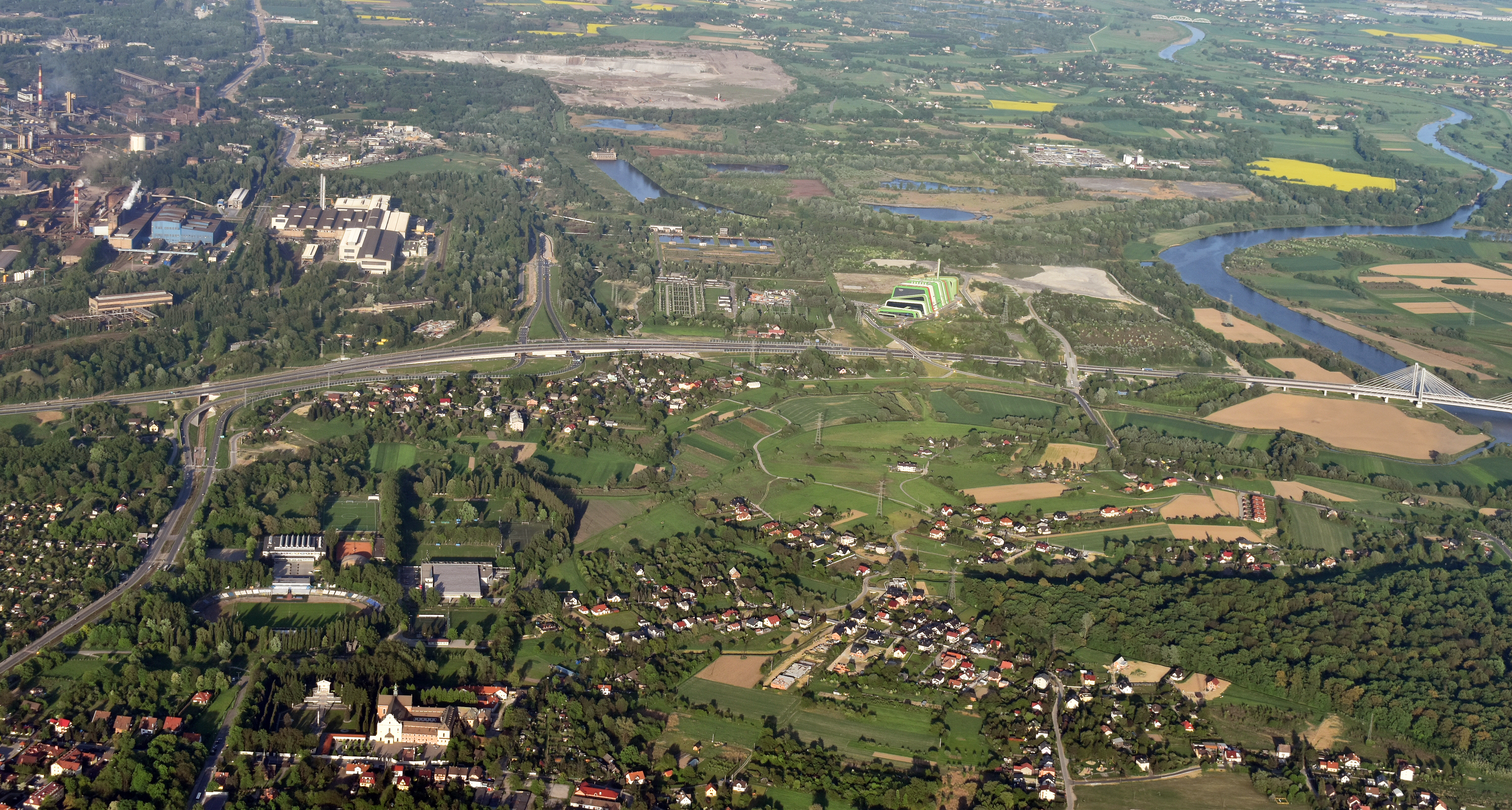
Vue aérienne du sud de Nowa Huta, en direction de l'est. La Vistule est visible à droite, l'abbaye de Mogila au premier plan à gauche, et l’aciérie au fond à gauche.

L'abbaye de Mogila est située à Mogiła (pl), ancienne gmina située à peu de distance à l'est de Cracovie, désormais absorbée par cette dernière et rattachée au grand quartier de Nowa Huta. L'abbaye est placée au cœur du village, à moins d'un kilomètre à l'ouest de l'aciérie Tadeusz Sendzimir (pl) et plus près encore du Stade Hutnik de Cracovie (pl).

## Histoire

### Fondation
L'abbaye est fondée à l'initiative d'Iwo Odrowąż, évêque de Cracovie, et de son frère Wisław, qui appellent en ce dessein des moines de Lubiąż. La première fondation date de 1218, et est située à Kasice, puis la communauté déménage dans le site de Mogiła plus propice, où la construction démarre en 1222. Iwo Odrowąż, avant sa mort, obtient du pape Grégoire IX une bulle par laquelle ce dernier accorde sa protection à l'abbaye et garantit les donations qui lui ont été faites.

### Développement
Iwo se préoccupe de la sécurité des moines dans cette région qui n'est encore que partiellement évangélisée. Le monastère est donc fortifié, avec des douves entourant le mur de clôture, et prévu pour être autosuffisant, en nourriture comme en eau. Ces précautions n'empêchent pas le monastère d'être détruit par les invasions mongoles en 1241.
L'église abbatiale est consacrée en 1266.
Aux XVIe et XVIIe siècles, l'abbaye atteint une période de grande prospérité, durant laquelle elle crée une brasserie et une papeterie ainsi qu'une fonderie de cuivre.

### Destruction
Durant la guerre de Trente Ans, alors que les troupes autrichiennes du général Wirtz stationnent à l'abbaye, celle-ci est brûlée par les et tous ses moines tués à l'exception de deux.

## L'abbaye

### L'église abbatiale

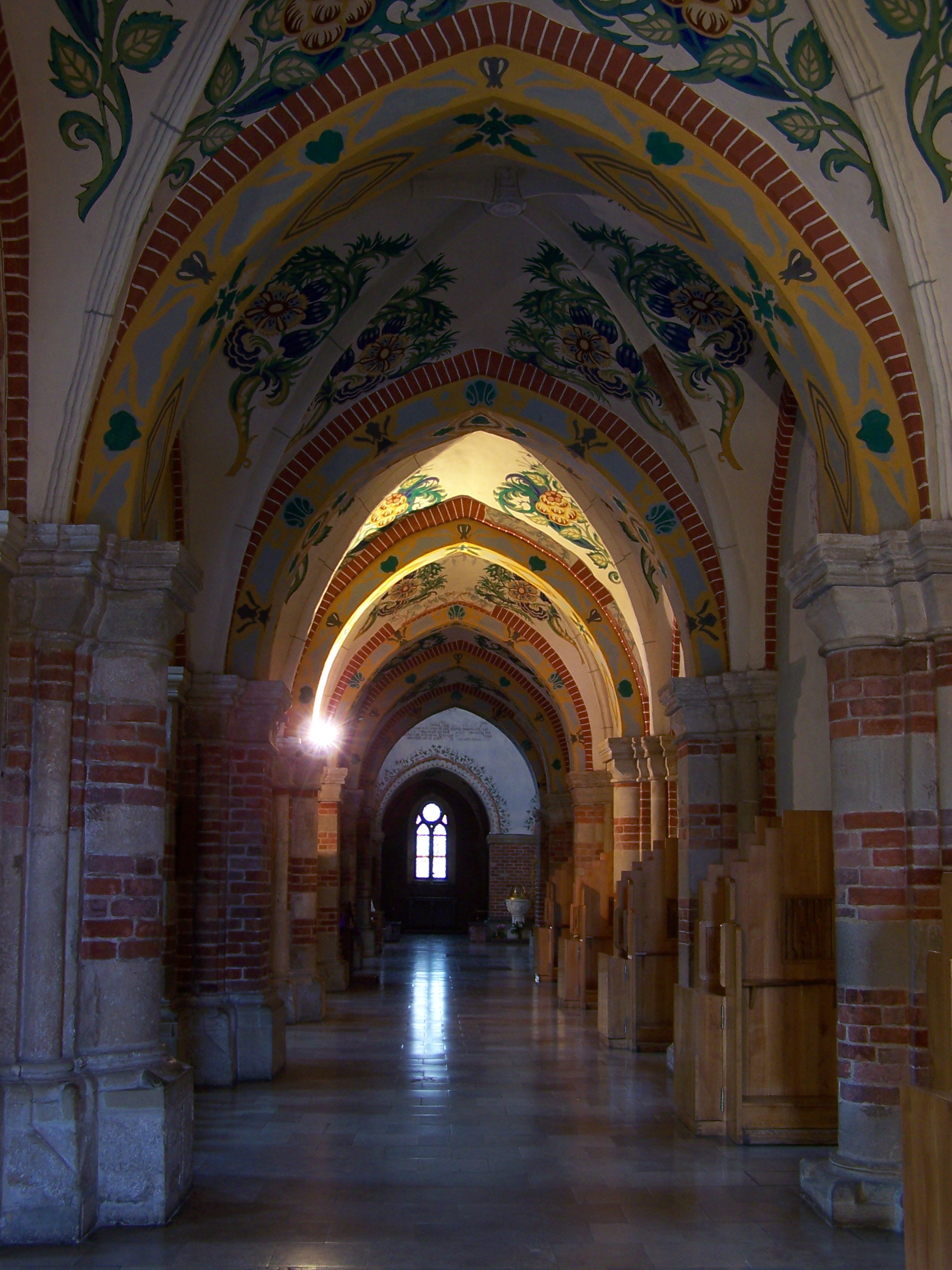
L'intérieur de l’église abbatiale et les voûtes peintes de Stanisław Samostrzelnik.

L'église abbatiale de Mogila était, jusqu'à la construction de la cathédrale du Wawel, la plus grande église de Petite-Pologne. Elle mêle des éléments d'architecture romane et gothique. La façade baroque a quant à elle été ajoutée en 1780, sur les plans de 
L'église est décorée de peintures polychromes réalisées au début du XVIe siècle par Stanisław Samostrzelnik et couvrant toute la structure gothique, en particulier les voûtes.